# Guṇapāramitā
Con il termine femminile sanscrito guṇapāramitā ("perfezione delle qualità","perfezione dei meriti"; cinese: 功德波羅蜜 gōngdébōluómì; giapponese: kudokuharamitsu; coreano: 공덕바라밀, kongdŏk paramil; tibetano: y on tan pha rol tu phy in pa) si indica quella nozione propria del buddismo mahāyāna, presente in particolar modo nei sūtra che esprimono la dottrina del tathāgatagarbha, quali, ad esempio, il Ratnagotravibhāga, il Mahāyāna Mahāparinirvāṇasūtra e lo Śrīmālādevīsiṃhanādasūtra.
Tale nozione indica  la guṇapāramitā propria nel tathāgatagarbha, quindi presente ma celato negli esseri senzienti i quali sono condizionati e afflitti invece dai viparyāsa.
A differenza degli "esseri senzienti" vincolati al saṃsāra, i buddha posseggono come realtà effettiva la quadruplice guṇapāramitā: "beatitudine",  "permanenza",  "purezza" e "Sé".
Così il Ratnagotravibhāga precisa che le "quattro visioni erronee" proprie del viparyāsa, ovvero:
1. considerare come "piacevole" (sukha) ciò che in realtà procura sofferenza (duḥkha);
2. considerare come "permanente" (nitya) ciò che invece non può sfuggire alla legge dell'impermanenza (anitya);
3. considerare come "puro" (śubha) 'ciò che in realtà conserva delle contaminazioni (aśubha);
4. considerare come possessore di un sé (ātman) ciò che in realtà ne è privo (anātman);

riguardano esclusivamente gli esseri sofferenti e non i tathāgata, i buddha, i quali nel loro dharmakāya, e quindi nella loro natura (tathāgatagarbha),  posseggono invece le qualità della beatitudine, della permanenza, della purezza e del Sé.
Nel Fóxìnglùn, (佛性論, "Trattato sulla natura di Buddha", al T.D. 1610, tradotto da Paramārtha intorno alla metà del V secolo; giapponese: Busshō ron), viene ulteriormente evidenziato e  precisato che la guṇapāramitā viene acquisita per mezzo del samādhi che, se da una parte consente, ad esempio, di far conseguire al bodhisattva la beatitudine per mezzo dell'infinità compassione (mahākaruṇā, 大悲), dall'altra consente allo stesso di superare un'errata interpretazione della śūnyatā che condurrebbe invece al nihilismo, questo a causa di un'errata lettura del linguaggio apofatico proprio della letteratura madhyamaka e dei Prajñāpāramitāsūtra.